# Tuathal mac Máele-Brigte
Tuathal mac Máele-Brigte (mort en 854) est un roi de Leinster du sept Uí Muiredaig issu des Uí Dúnlainge une lignée du Laigin. La résidence royale de ce sept se trouvait à  Maistiu (Mullaghmast) dans le sud du comté de Kildare. Il est le fils de  Muiredach mac Brain (mort en 818), un précédent souverain. Il est cependant connu sous le nom de « mac (fils) de  Máel-Brigte » dans les annales, un personnage dont l'identité est inconnue.

## Contexte
La succession des rois de Leinster est difficile à établir à cette époque. La liste de Rois du  Livre de  Leinster indique que Tuathal succède à son cousin Lorcán mac Cellaig et Tuathal est crédité d'un règne de trois années de 851-854. F.J. Byrne suggère que la cause de cette apparente confusion est liée ua fait que les rois de la lignée des  Uí Dúnlainge n’exerçaient que peu d'autorité réelle du fait des agressions de leur voisin occidental  Cerball mac Dúnlainge (mort en 888), roi d'Osraige. Cerball, qui était incapable de s'empare de la royauté du Leinster, empêchait ses rivaux d'y exercer 
un pouvoir réel.
Dans l'obit de son décès dans les Annales d'Ulster en 854 il est précisé qu'il a été tué par ses propres parents et il n'y est mentionné que comme roi des Uí Dúnlainge.

## Succession
Tuathal ne laisse pas de postérité connue et les souverains postérieurs du sept Uí Muiredaig descendent de son frère le roi Dúnlaing mac Muiredaig

## Article lié
- Liste des rois de Leinster

## Sources primaires
- Livre de Leinster, Rig Laigin et Rig Hua Cendselaig sur CELT: Corpus of Electronic Texts at University College Cork
- Annales d'Ulster sur CELT: Corpus of Electronic Texts at University College Cork
- Annales de Tigernach sur CELT: Corpus of Electronic Texts at University College Cork

## Sources secondaires
- (en) T.W Moody, F.X. Martin, F.J. Byrne, A New History of Ireland IX Maps, Genealogies, Lists. A companion to Irish History part II, Oxford, Oxford University Press, 2011, 690 p. (ISBN 978-0-19-959306-4), p. 134 & 200 Kings of Leinster to 1171
- (en) Francis John Byrne, Irish Kings and High-Kings, Dublin, Four Courts Press, 2001, 341 p. (ISBN 978-1-85182-196-9)
- (en) T.M. Charles-Edwards, Early Christian Ireland, Cambridge, Cambridge University Press, 2000, 707 p. (ISBN 0-521-36395-0)